# Benedita av Portugal
Maria Francisca Benedita Ana Isabel Antónia Lourença Inácia Teresa Gertrudes Rita Joana Rosa de Bragança av Portugal, född 25 juli 1746, död 18 augusti 1829, var en portugisisk prinsessa, och kronprinsessa som gift med sin systerson kronprins Josef av Portugal mellan 1777 och 1788.

## Biografi
Benedita var den yngsta av fyra döttrar till kung Josef I av Portugal och Mariana Victoria av Spanien, och syster till drottning Maria I av Portugal. Hon fick liksom sina systrar den bildning som ansågs lämplig för kvinnor under denna tid, med ett fokus på dels religion, och dels på sällskapstalanger som målning, konst och musik. Hon närvarade med sina systrar vid faderns tronbestigning 1750, och vid sin syster tronföljarens bröllop med deras farbror 1760. Hon var intresserad av musik och konst, och det finns fortfarande kvar en panel i Estrela Basilica som hon skapat. 

### Giftermål
Benedita beskrivs som en skönhet med en attraktiv personlighet, och mottog många frierier. Hon föreslogs gifta sig med bland andra Ferdinand VI av Spanien och Josef II, men i slutändan resulterade de många förhandlingarna inte i något bröllop. Hennes syster tronföljaren födde flera barn, men endast tre överlevde. År 1775 såg Beneditas far till att utverka en dispens från påven om att gifta sin dotterson med sin dotter om han fann det nödvändigt. På sin dödsbädd 1777 uttalade Josef I sin önskan om att hans dotter och dotterson skulle gifta sig. På sin fars önskan gifte hon sig vid trettio års ålder med sin sextonårige systerson prins Josef av Portugal den 21 februari 1777. Efter vigseln kysste brudparet den döende kungens hand. Hon förbereddes inför bröllopsnatten av sin svärmor-syster. Tre dagar senare blev hennes syster drottning, och hon och maken blev kronprinspar i Portugal med titeln prins och prinsessa av Brasilien.

### Kronprinsessa
Kronprins Josef uppges ha varit glad över äktenskapet, och Alberto Pimentel skrev om brudparet: 
"D. Maria Benedicta var fortfarande vacker, och tämligen intelligent, och förstod den energiska och nobla själen hos sin systerson, som för sin del alltid sedan sin barndom hade varit mycket tillgiven sin mors syster. De älskade varandra för att de förstod varandra."
Äktenskapet ansågs chockerande av utländska besökare i Portugal, men det förekom ingen kritik i Portugal. Det finns inga ytterligare uppgifter om vad Benedita själv ansåg om äktenskapet, och heller inga uppgifter om vad hennes syster (och svärmor) ansåg. Paret hade inga överlevande barn, men Benedita fick åtminstone två missfall: år 1781 och 1786. Hon genomgick flera fertilitetsbehandlingar i hopp om att föda en tronarvinge, men utan resultat. Bristen på tronarvingar ledde till rykten om en annullering av äktenskapet 1787, men eftersom kronprinsen hade en bror uppfattades det inte som nödvändigt.

### Senare liv
Benedita blev änka 1788, när hennes brorson-make avled i smittkoppor. Som änka var hon inte längre kronprinsessa utan fick träda tillbaka för sin svåger-brorsons hustru, den nya kronprinsessan, men hennes syster drottningen gav henne ett stort underhåll. År 1792 blev hennes syster drottningen förklarad sinnessjuk och satt under förmynderskap under sin son. Benedita levde ett okontroversiellt liv och ägnade sig traditionsenligt åt välgörenhet. Till skillnad från tidigare kungliga änkor grundade hon inte ett kloster eller en kyrka, utan ett sjukhus, Asilo de Inválidos Militares de Runa. Hon hade inget politiskt inflytande, och uppges heller inte ha varit intresserad av att skaffa sig något sådant.
Benedita följde kungafamiljen i exil till Brasilien 1808, och bosatte sig med sin syster Maria Ana i Botafogo. I Brasilien fortsatte hon att leva samma stillsamma liv som hon hade levt i Portugal, stannade utanför politiken och beskrivs som tämligen belåten. Till skillnad från sina systrar, som alla led av psykiska problem, var Benedita både psykiskt och fysiskt frisk fram till sin död. Hon återvände till Portugal 1821, och dog i Lissabon.